# Rhampholeon rubeho
Rhampholeon rubeho — вид ігуаноподібних ящірок родини хамелеонових (Chamaeleonidae). Ендемік Танзанії. Описаний у 2022 році.

## Поширення і екологія
Rhampholeon rubeho мешкають в горах Рубехо на сході центральної Танзанії, зокрема на території лісових заповідників Мафвомеро та Ідоле. Вони живуть у вологих гірських тропічних лісах, на висоті 1970 м над рівнем моря.